# Platyspermation crassifolium
Platyspermation es un género monotípico de plantas fanerógamas con una especie perteneciente a la familia Alseuosmiaceae. Su única especie: Platyspermation crassifolium, es originaria de Nueva Caledonia.

## Taxonomía
Platyspermation crassifolium fue descrita por  André Guillaumin, y publicado en Acta Horti Gothoburgensis 18: 253. 1950.